# Zacatelco
Zacatelco è una città dello stato di Tlaxcala, nel Messico centrale, capoluogo della omonima municipalità.
La municipalità conta 38.654 abitanti (2010) e ha un'estensione di 31,38 km².
L'origine del nome della città significa piccolo monte o santuario dell'erba zacate.